# اینفینیتی کیوایکس۸۰
اینفینیتی کیوایکس۸۰ (انگلیسی: Infiniti QX80) (که از ۲۰۰۴ تا ۲۰۱۳ کیوایکس۵۶ نامیده می‌شد) یک خودروی اندازه بزرگ شاسی‌بلند است که توسط بخش اینفینیتی شرکت نیسان ساخته شده‌است. این خودرو تا سال ۲۰۱۳ به دلیل موتور ۵٫۶ لیتری با عنوان کیوایکس۵۶ نامیده می‌شد.